# Johan August von Essen
Johan August von Essen, född 11 maj 1815 i Laihela, död 26 augusti 1873 i S:t Karins, var en finländsk ämbetsman och författare. 
Efter studentexamen 1832 studerade von Essen vid Helsingfors universitet och var under 1840-talet bosatt i Sverige, där han medarbetade i Stockholms Dagblad. Han återvände till Finland 1847 och bosatte sig på sin gård Rauhalinna i S:t Karins. Han väckte uppmärksamhet med sina dagspolitiska artiklar i både Åbo Underrättelser och Åbo Tidningar. Von Essen var liberal ledamot av januariutskottet 1862 och Finlands lantdag 1863–1864, ordförande i Finska hushållningssällskapet 1863–1866 och medlem av grundlagarnas kodifieringskommitté 1865. Han utnämndes 1866 till guvernör i Kuopio län och var även känd som författare till det på sin tid populära skådespelet Skärgårdsflickan (1847).

## Verk
- Konturteckningar af -S-N. 1 häftet: Mordnatten i Kauhajoki. Sann berättelse från sista finska kriget (1844)[3]
- Konturteckningar: 2 häftet. Ett tidens barn. En charakteristik (1845)
- Skärgårdsflickan: Komedi i två akter med kupletter på finska folkmelodier. Samt: Det farliga skrinet. Sann berättelse från sista finska kriget (1847)
- Herman Winipel: Operett (uppförd 1875)